# Fudbalski klub Loznica
Il Fudbalski klub Loznica (in cirillico Фудбалски клуб Лозница), conosciuto semplicemente come Loznica, è una squadra di calcio di Loznica in Serbia.

## Storia
Il club viene fondato nel 1919 grazie ad uno studente del posto, Milisav Vasić, che aveva studiato in Inghilterra e giocato nel Birmingham City. Il primo nome della squadra fu Gučevo (e primo presidente Pavle Avramović), poi subito cambiato in LKS (Loznički Sportski Klub); in questo periodo non disputa incontri ufficiali, solo amichevoli contro squadre di città vicine come Zvornik, Bijeljina, Šabac o Valjevo, in partite disputate di domenica che attiravano molti giovani tifosi chiassosi.
Durante la seconda guerra mondiale il LKS diventa FK Trgovački. Nel 1942 vengono formati in città altri due club, il FK Srbadija ed il FK Gajret, contro cui il Trgovački disputa accese partite che sono il maggior passatempo per gli abitanti di Loznica dei duri anni della guerra. Il 23 settembre 1944 Loznica viene liberata dalle truppe alleate, ed alcune truppe dei partigiani giocano partite amichevoli contro le tre squadre cittadine, sotto il pericolo costante del fuoco delle truppe tedesche ancora posizionate al di là del fiume Drina.
Con la liberazione di Loznica comincia la ristrutturazione e lo sviluppo nell'area. Anche lo stadio viene ricostruito e rinnovato, il club cambia nome in FK Jadar, inizia a competere nelle categorie minori, e finalmente prende il nome definitivo FK Loznica. Nel 1949 viene fondato in città un altro club, il FK Proleter, che inizia una forte rivalità col Loznica. Pochi anni dopo il FK Loznica si sposta dal vecchio campo "Sokolana" e si sposta al nuovo stadio, il "Lagator". In questo periodo si comincia anche a festeggiare ogni 7 febbraio la "Zeleno–belo veče" (serata bianco-verde).
Negli anni '90 arriva il periodo migliore grazie ai presidenti Nikola Ristivojević e Milan Josić, investitori privati come Dobrivoje Stojnić, uno dei proprietari della ditta di costruzioni Stobex (che rende possibile la creazione di uno stadio moderno) ed all'aiuto di molti altri influenti personaggi di Loznica. Il club riceve il "semaforo verde" dalla commissione della FSS per ospitare incontri internazionali, molti incontri della Jugoslavia U21 e della Serbia U21 vengono giocati al Lagator.
Con il nuovo stadio, le ambizioni del club crescono, e col lavoro di allenatori come Miroslav Milanović, Pero Slavkić e Đorđe Gerum inizia la scalata per la massima divisione, raggiunta in poco tempo. La prima partita in Prva liga è contro il Budućnost e viene vinta 2–0 davanti ai tifosi in delirio. In occasione di un incontro contro la Stella Rossa c'è un'impressionante presenza di 15000 spettatori con il Loznica capace di strappare un pareggio 2–2. In molte occasioni il presidente della federazione assiste alle partite ed in una occasione afferma che "il Lagator è un piccolo Wembley!".
Dopo questo eccitante periodo il club non riesce a rimanere nella massima divisione, quindi segue una serie di retrocessioni che porta il Loznica fino alla quarta serie. Attualmente milita in Srpska Liga, la terza serie.

## Cronistoria
| Stagione | Campionato        | Campionato | Campionato | Campionato                    | Coppa       |
| Stagione | Categoria         | Liv.       | Posizione  | Verdetti                      | Coppa       |
| -------- | ----------------- | ---------- | ---------- | ----------------------------- | ----------- |
| 1991–92  | 3. liga Nord      | III        | 7º su 16   |                               |             |
| 1992–93  | Srpska liga Ovest | III        | 2º         | Vincitore spareggi-promozione |             |
| 1993–94  | 2. liga           | II         | 4º su 20   | Vincitore spareggi-promozione |             |
| 1994–95  | 1. liga           | I          | 16º su 20  |                               | 16esimi     |
| 1995–96  | 1. liga           | I          | 17º su 20  | Passa in 1. liga "B"          | Quarti      |
| 1996–97  | 1. liga "B"       | II         | 3º su 12   | Perde gli spareggi-promozione |             |
| 1997–98  | 1. liga "B"       | II         | 10º su 12  | Retrocede                     | Ottavi      |
| 1998–99  | 2. liga Ovest     | II         | 14º su 18  |                               | 16esimi     |
| 1999–00  | 2. liga Est       | II         | 9º su 18   |                               |             |
| 2000–01  | 2. liga Ovest     | II         | 10º su 18  |                               |             |
| 2001–02  | 2. liga Ovest     | II         | 6º su 18   |                               |             |
| 2002–03  | 2. liga Ovest     | II         | 4º su 12   |                               |             |
| 2003–04  | 2. liga Ovest     | II         | 10º su 10  | Retrocede                     |             |
| 2004–05  | Srpska liga Ovest | III        | 15º su 18  |                               |             |
| 2005–06  | Srpska liga Ovest | III        | 11º su 18  |                               |             |
| 2006–07  | Srpska liga Ovest | III        | 16º su 18  | Retrocede                     |             |
| 2007–08  | Zona Danubio      | IV         | 1º su 20   | Promosso                      |             |
| 2008–09  | Srpska liga Ovest | III        | 16º su 16  | Retrocede                     |             |
| 2009–10  | Zona Drina        | IV         | 3º su 16   |                               |             |
| 2010–11  | Zona Drina        | IV         | 2º su 16   |                               |             |
| 2011–12  | Zona Drina        | IV         | 5º su 16   |                               |             |
| 2012–13  | Zona Drina        | IV         | 1º su 16   | Promosso                      |             |
| 2013–14  | Srpska liga Ovest | III        | 3º su 16   |                               |             |
| 2014–15  | Srpska liga Ovest | III        | 1º su 16   | Promosso                      |             |
| 2015–16  | 1. liga           | II         | 15º su 16  | Retrocede                     | 16esimi     |
| 2016–17  | Srpska liga Ovest | III        | 12º su 16  |                               | Preliminare |
| 2017–18  | Srpska liga Ovest | III        | 14º su 18  |                               |             |
| 2018–19  | Srpska liga Ovest | III        | 12º su 16  |                               |             |
| 2019–20  | Srpska liga Ovest | III        |            |                               |             |

## Stadio
Il Gradski stadion Lagator è l'impianto di gioco di Loznica, "Lagator" è un complesso sportivo. Ha una capienza di 6000 spettatori.

## Giocatori
- Aleksandar Ivoš
- Mateja Kežman
- Vladimir Stojković
- Mladen Milinković
- Veseljko Trivunović
- Ranko Despotović
- Mario Božić
- Dragan Mićić
- Dejan Belić
- Duško Obadović
- Saša Josipović
- Predrag Gajić
- Svetozar Vukašinović
- Nebojša Vojvodić
- Pero Kosić
- Joakim Duljaj
- Momčilo Maksimović
- Vladica Petrović
- Milorad Savić
- Nemanja Maksimović
- Nebojša Savić
- Dragan Cerovac

## Allenatori
- Miroslav Milanović
- Đorđe Gerum
- Saša Nikolić

## Palmarès

### Competizioni nazionali
- Srpska Liga: 1

2014-2015 (girone Ovest)